# 아코솜보

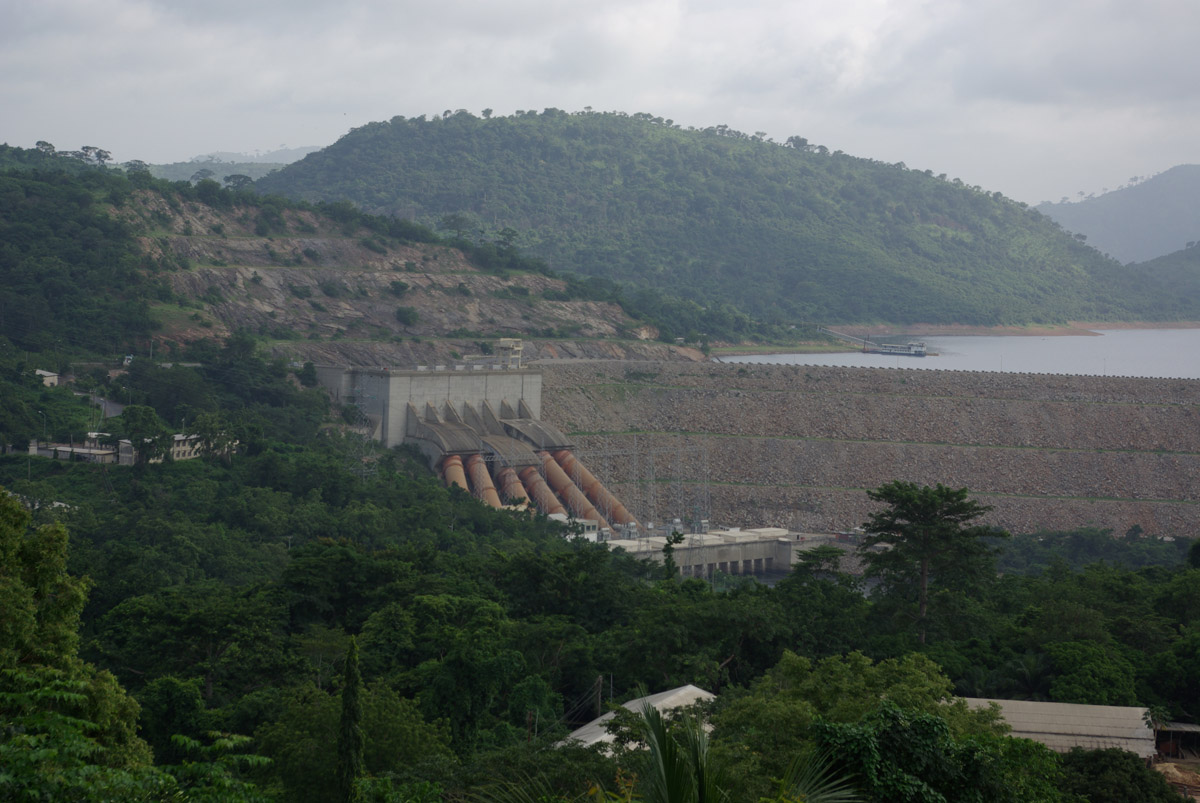
아코솜보 댐

아코솜보(Akosombo)는 가나의 도시로, 아코솜보 댐과 수력 발전소가 있다.